# Диетология
Диетологията (още наричана диететика) е наука за храненето, която изучава снабдяването на организмите и клетките с необходимите вещества за поддържането на техния живот. Здравословното хранене може значително да намали риска от някои заболявания като диабет и остеопороза.

## Диетология и диета
Диетологията е сравнително нова наука и бележи началото си през първите години на XX век.
 Основополагащо понятие в науката за храненето е диетата, която предствалява храната, която приема организма. Неправилният хранителен режим може да причини редица заболявания, като скорбут, затлъстяване, анорексия, високо кръвно налягане, рак, сърдечно-съдови заболявания, диабет и остеопороза.
Предпоставки за разлика в диетата на различните хора могат да бъдат открити в различните традиции, обичаи, религиозни предпочитания, икономическо състояние, личен избор и здравословно състояние на хората. Диетолозите предписват диети за регулиране на телесната маса с цел намаляване риска от някои заболявания.
Правилната диета е основополагащ принцип на здравословното хранене. Световната здравна организация отправя следните препоръки за установяване на здравословен хранителен режим:
- Постигане на балансиран прием на енергия чрез храната с цел нормализиране на телесната маса.
- Ограничаване на приема на наситени мазнини (от животински произход) и заместването им с ненаситени (от растителен произход) и трансмастни киселини.
- Увеличаване на консумацията на плодове, зеленчуци, пълнозърнести храни и ядки.
- Ограничаване на приема на прости захари (монозахариди) – глюкоза, фруктоза и други до 10% от общия хранителен прием за деня.
- Ограничаване на приема на сол и ориентиране към консумацията на йодирана сол.

## Енергиен прием и енергийна стойност
Енергията, която организмът си набавя след обработката на храната, се измерва в килокалории и килоджаули, като в разговорната реч вместо килокалории се използва по-често думата калории.

Изчислено е, че човешкият организъм се нуждае от приблизително 2000 – 2500 kcal, но приемът на енергия е индивидуален и зависи от пола, възрастта, ръста, физическото натоварване и здравословното състояние на човека.
 Увеличаването на физическото натоварване и резките промени в температурата на тялото ускоряват ритъма на метаболизма, което води до увеличаване на нуждата от прием на допълнителна енергия чрез храната.
Енергийната стойност е различна за различните вещества, които примаме при храненето, като основен енергиен източник за човешкото тяло са въглехидратите.
| Хранителни вещества | Енергийна стойност |
| ------------------- | ------------------ |
| Мазнини             | 9 kcal/g           |
| Алкохоли            | 7 kcal/g           |
| Белтъчини           | 4 kcal/g           |
| Въглехидрати        | 4 kcal/g           |
| Органични киселини  | 3 kcal/g           |
| Фибри               | 2 kcal/g           |

Част от енергията, която приемаме с храната, се изразходва за нейната обработка в храносмилателната система (около 10%). Това явление се нарича термичен ефект на храната. Той може да бъде увеличен, ако непосредствено след храненето се увеличи физическата активност (например разходка след ядене).